# José Luis Miraglia
Pour les articles homonymes, voir Miraglia.
José Luis Miraglia Román (né le 5 septembre 1986 à Artigas) est un coureur cycliste uruguayen.

## Palmarès
- 2004
  - Vuelta Ciclista de la Juventud
- 2007
  - 2e du Gran Premio San Antonio
- 2012
  - Gran Premio Helados Oasis
  - Apertura Federación de Flores
  - 2e de la Doble Treinta y Tres
- 2013
  - 1re étape de la Doble Treinta y Tres (contre-la-montre par équipes)
  - 3e du Tour d'Uruguay
  - 3e de la Doble Treinta y Tres
- 2014
  - 2eb étape du Tour d'Uruguay (contre-la-montre par équipes)
  - 1re étape de la Doble Treinta y Tres (contre-la-montre par équipes)
- 2015
  - Vuelta del Pueblo
  - Apertura Federación de Flores
  - Doble Colonia
  - Doble Las Marías
- 2016
  - Vuelta de Flores :
    - Classement général
    - 1re étape
- 2017
  - 3e étape des 500 Millas del Norte
- 2018
  - 5e étape du Campeonato Invierno de Montevideo
  - Apertura Federación de Flores

## Classements mondiaux
| Année            | 2009 |
| ---------------- | ---- |
| UCI America Tour | 181e |